# Har Avtaljon
Har Avtaljon (hebrejsky הר אבטליון‎) je vrch v horském pásu Harej Jatvat o nadmořské výšce 424 metrů v severním Izraeli, v Dolní Galileji.
Nachází se necelé 2 kilometry jihovýchodně od města Araba. Má podobu nevýrazného, zčásti zalesněného pahorku, který vystupuje jen mírně nad hranu několik kilometrů dlouhého terénního stupně, který jižně odtud padá do údolí Bejt Netofa, přičemž výškový rozdíl mezi jeho dnem a vrcholkem hory přesahuje 250 metrů. Vrcholová partie je zčásti zemědělsky využita (sady), zčásti zalesněna. Necelý 1 kilometr západně od vrchu leží vesnice Avtaljon a dál k západu sousední vrch Har ha-Achim. Na východní straně hory začíná Vádí al-Chasin a za ním sousední hora Har Netofa. Severní svahy pozvolna klesají k městu Araba.